# Un silence
Un silence is een Frans-Belgisch-Luxemburgse film uit 2023, geregisseerd en mede geschreven door Joachim Lafosse.

## Verhaal
Na vijfentwintig jaar gezwegen te hebben, ziet Astrid, de vrouw van een vooraanstaande advocaat, haar familie uiteenvallen wanneer haar kinderen hun zoektocht naar gerechtigheid beginnen.

## Rolverdeling
| Acteur             | Personage         |
| ------------------ | ----------------- |
| Daniel Auteuil     | François Schaar   |
| Emmanuelle Devos   | Astrid Schaar     |
| Matthieu Galoux    | Raphaël Schaar    |
| Jeanne Cherhal     | commissaris Colin |
| Louise Chevillotte | Caroline          |
| Nicolas Buysse     | Gillet            |
| Karim Barras       | Barras            |
| Larisa Faber       | Christelle Guérin |
| Baptiste Sornin    | Étienne Guérin    |
| Damien Bonnard     | Pierre            |

## Productie
Joachim Lafosse schreef het scenario voor Un Silence gebaseerd op de "Hissel-affaire", waarbij Victor Hissel, de voormalig advocaat van de nabestaanden van de slachtoffers van Marc Dutroux, in 2007 werd aangeklaagd wegens het bezit van kinderporno. In 2010 werd hij hiervoor tot tien maanden cel veroordeeld. De zoon van Hissel stak zijn vader in 2009 verschillende keren neer, waarbij hij ernstig gewond raakte.

## Release en ontvangst
Un silence ging op 25 september 2023 in première op het Internationaal filmfestival van San Sebastián in de competitie voor de Gouden Schelp. De film kreeg gemengde kritieken van de filmcritici, met een score van 73% op Rotten Tomatoes, gebaseerd op 11 beoordelingen.

## Prijzen en nominaties
De belangrijkste:
| Jaar | Prijs                          | Categorie     | Genomineerde(n) | Uitslag     |
| ---- | ------------------------------ | ------------- | --------------- | ----------- |
| 2024 | Filmfestival van San Sebastián | Gouden Schelp | Joachim Lafosse | Genomineerd |